# Gembongan Mekar
Gembongan Mekar is een bestuurslaag in het regentschap Cirebon van de provincie West-Java, Indonesië. Gembongan Mekar telt 4733 inwoners (volkstelling 2010).